# Naem
 (février 2022).
La mise en forme du texte ne suit pas les recommandations de Wikipédia : il faut le « wikifier ».
Les points d'amélioration suivants sont les cas les plus fréquents. Le détail des points à revoir est peut-être précisé sur la page de discussion.
- Les titres sont pré-formatés par le logiciel. Ils ne sont ni en capitales, ni en gras.
- Le texte ne doit pas être écrit en capitales (les noms de famille non plus), ni en gras, ni en italique, ni en « petit »…
- Le gras n'est utilisé que pour surligner le titre de l'article dans l'introduction, une seule fois.
- L'italique est rarement utilisé : mots en langue étrangère, titres d'œuvres, noms de bateaux, etc.
- Les citations ne sont pas en italique mais en corps de texte normal. Elles sont entourées par des guillemets français : « et ».
- Les listes à puces sont à éviter, des paragraphes rédigés étant largement préférés. Les tableaux sont à réserver à la présentation de données structurées (résultats, etc.).
- Les appels de note de bas de page (petits chiffres en exposant, introduits par l'outil «  Source ») sont à placer entre la fin de phrase et le point final[comme ça].
- Les liens internes (vers d'autres articles de Wikipédia) sont à choisir avec parcimonie. Créez des liens vers des articles approfondissant le sujet. Les termes génériques sans rapport avec le sujet sont à éviter, ainsi que les répétitions de liens vers un même terme.
- Les liens externes sont à placer uniquement dans une section « Liens externes », à la fin de l'article. Ces liens sont à choisir avec parcimonie suivant les règles définies. Si un lien sert de source à l'article, son insertion dans le texte est à faire par les notes de bas de page.
- La présentation des références doit suivre les conventions bibliographiques. Il est recommandé d'utiliser les modèles {{Ouvrage}}, {{Chapitre}}, {{Article}}, {{Lien web}} et/ou {{Bibliographie}}. Le mode d'édition visuel peut mettre en forme automatiquement les références.
- Insérer une infobox (cadre d'informations à droite) n'est pas obligatoire pour parachever la mise en page.

Pour une aide détaillée, merci de consulter Aide:Wikification.
Si vous pensez que ces points ont été résolus, vous pouvez retirer ce bandeau et améliorer la mise en forme d'un autre article.
Naem (thaï : แหนม, pronounced [nɛ̌ːm], également appelé nham, naem moo, som moo, naem maw, chin som), est une saucisse de porc de la cuisine thaïlandaise. C'est un aliment fermenté qui a une saveur aigre. Il a une courte durée de conservation et est souvent cru après le processus de fermentation. Aliment populaire en Asie du Sud-Est, il connaît plusieurs déclinaisons, qui jouent sur l"aigreur et le type d'épices ajoutées.

## Contenu nutritionnel et microbiologie

### Contenu nutritionnel
Une portion de 100 grammes (3,5274612861124 oz) de naem a 185 kilocalories, 20,2 grammes (0,7125471797947 oz) protéines, 9,9 grammes (0,34921866732513 oz) matières grasses et 3,6 grammes (0,12698860630005 oz) glucides. Selon "l'Industrialisation du Thai Nham" par Warawut Krusong de l'Institut de Technologie du Roi Mongkut Ladkrabang, les vitamines B1 et B2, le fer ferrique et le phosphore étaient présents dans le naem, en quantités non précisées.
Une naem contient 185 kilocalories pour 100 grammes (3,5274612861124 oz) et une quantité importante de protéines, une quantité modérée de matières grasses et une teneur mineure en glucides.

### Microbiologie
Une naem peut parfois être contaminée par des parasites tels que Taenia solium, Trichinella spiralis et des bactéries entéropathogènes telles que les bactéries coliformes et Salmonella. Il a été démontré que la croissance de Salmonella est inhibée par la formation d'acide lactique  au cours du processus de fermentation. Il a été démontré que l'utilisation de la culture de départ Lactobacillus curvatus empêche « la prolifération de bactéries pathogènes » dans le naem. Naem est parfois irradié.

### Réglementation sur le contenu bactérien
La teneur en bactéries des produits de porc aigre thaïlandais est réglementée. Il ne devrait pas y avoir plus de 0,1 g (0,0035 oz) d' Escherichia coli O157:H7, Staphylococcus aureus pas plus de 0,1 g (0,0035 oz), Yersinia enterocolitica pas plus de 0,1 g (0,0035 oz), Listeria monocytogenes pas plus de 0,1 g (0,0035 oz), Clostridium perfringens pas plus de 0,1 g (0,0035 oz), Champignons moins de 10 colonies par gramme, Trichinellaspiralis moins de 100 g (3,5275 oz). Les bactéries à des niveaux plus élevés peuvent causer des maladies.

## Description
Une naem est une saucisse de porc semi-sèche à fermentation lactique de couleur rouge  préparée à partir de porc cru haché et de peau de porc, de quantités importantes de riz gluant cuit, de piments, d'ail, de sucre, de sel et de nitrate de potassium,,,. Du bœuf haché est parfois utilisé dans sa préparation. Une fois le mélange préparé, il est placé dans des feuilles de bananier, des boyaux de saucisses synthétiques ou des sacs en plastique tubulaires et laissé à fermenter pendant trois à cinq jours,. Une naem a une qualité acide en raison de la fermentation, au cours de laquelle des bactéries lactiques et des levures se développent dans la saucisse. L'acide lactique bactéries et les levures se dilatent en se nourrissant sur le riz et le sucre, et l'utilisation du sel empêche la viande de pourrir.
Une naem a généralement une courte durée de conservation, qui peut être prolongée par la réfrigération. La préparation de la saucisse peut prendre beaucoup de temps et de main-d'œuvre. Elle est généralement stockée à température ambiante, ce qui lui donne une durée de conservation d'environ une semaine. Il est produit dans toute l'Asie du Sud-Est avec de légères variations.
Une naem est souvent consommé crue, (après fermentation) et est souvent accompagné d'échalote, de gingembre, de piment oiseau et d'oignons nouveaux. Il est utilisé comme ingrédient dans divers plats tels que le naem frit avec des œufs, le Naem khao et le Naem phat wun sen sai khai, et est également consommé comme accompagnement et comme condiment. La cuisson du naem change considérablement sa saveur.

## Importance
La naem est appréciée en Thaïlande,.

## Variétés
Les différentes régions de Thaïlande donnent des saveurs différentes aux names : le porc du nord et du nord-est est un peu acide, celui du centre est acide et celui du sud est épicé.
Une naem mo, dans le nord de la Thaïlande, peut être fermentée dans un pot en argile.

## Utilisation
Les plats préparés avec du naem comprennent du naem frit avec des œufs et du riz frit au naem.
- Naem phat wun sen sai khai est un plat préparé avec du naem, des nouilles en verre et des œufs, entre autres ingrédients tels que des oignons nouveaux et du poivron rouge[15].
- Nam Khao est un plat de salade de la cuisine laotienne préparé avec de la saucisse de porc fermentée laotienne, du riz, de la noix de coco, des cacahuètes, de la menthe, de la coriandre, de la sauce de poisson et du jus de citron[16]. Naem et le riz sont formés en boules, frits, puis servis cassés sur les différents ingrédients[17].
- Serenade, un restaurant de Bangkok, prépare un plat appelé le "McNaem", qui consiste en un œuf de canard enveloppé dans du naem qui est frit puis servi avec du risotto, de la salade de chou, des champignons shiitake, des herbes et des pétoncles cuits sur de l'ail écrasé[18].

Il existe de nombreuses applications de porc aigre avec différentes saveurs telles que le phat phet naem (thaï : ผัดเผ็ดแหนม), tom kha naem (thaï : ต้มข่าแหนม), ho mok naem (thaï : ห่อหมกแหนม) et naem priao wan (thaï : แหนมเปรี้ยวหวาน).

Plats préparés avec des naems
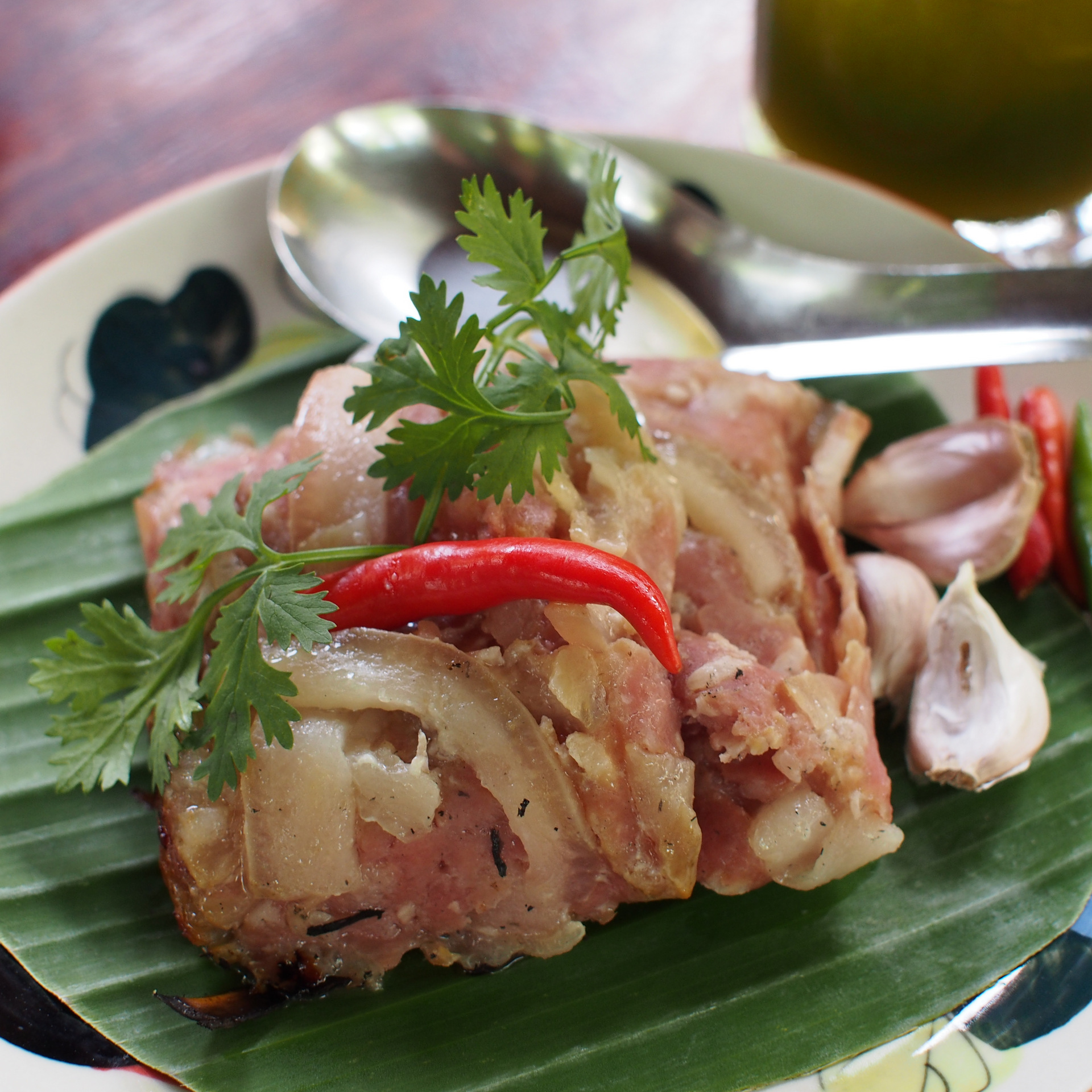
Chin som mok - une spécialité du nord de la Thaïlande, c'est la version nord de la Thaïlande de la saucisse naem
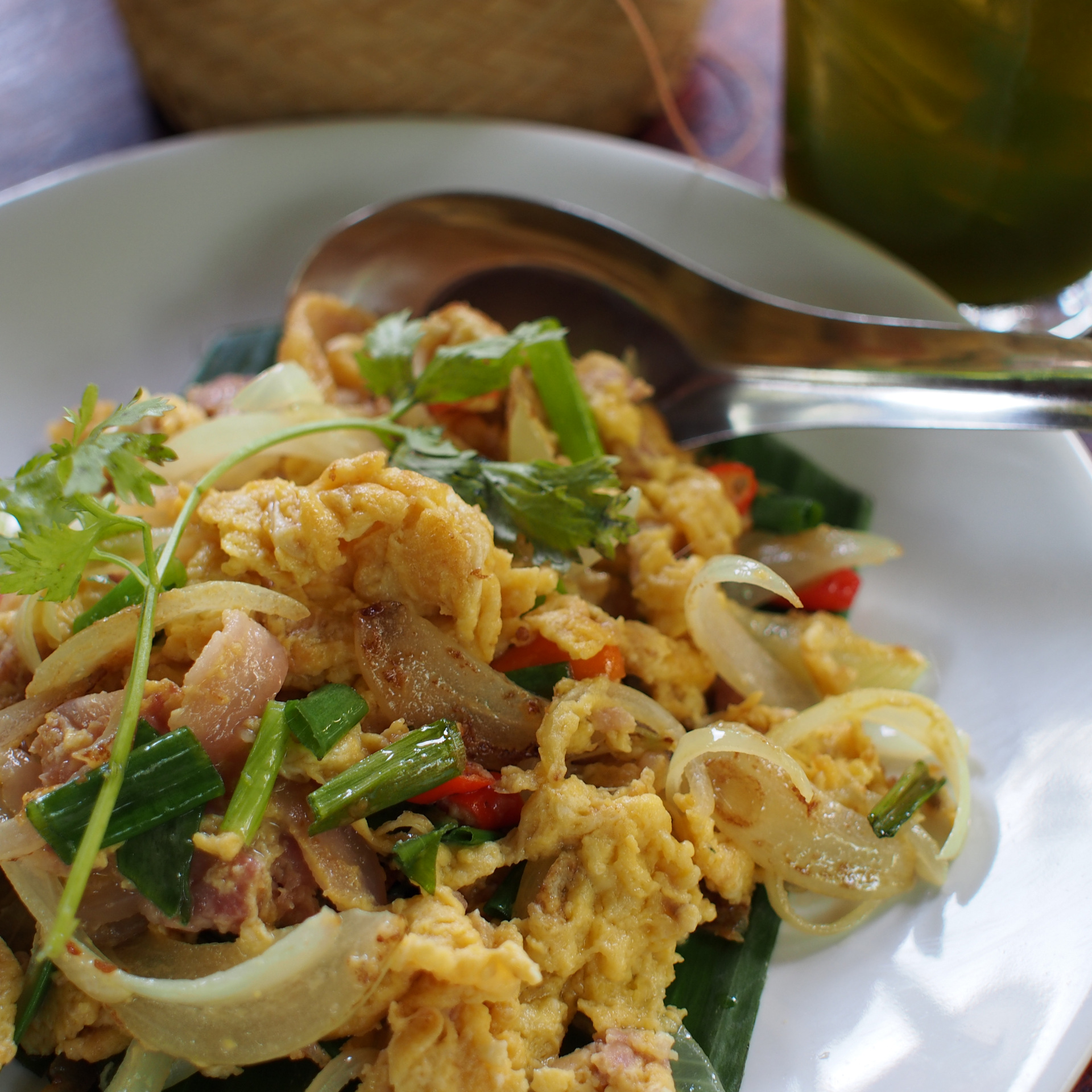
Khua chin som sai khai - un plat préparé avec du porc et des œufs marinés frits à sec. Chin som est le nom du nord de la Thaïlande pour naem
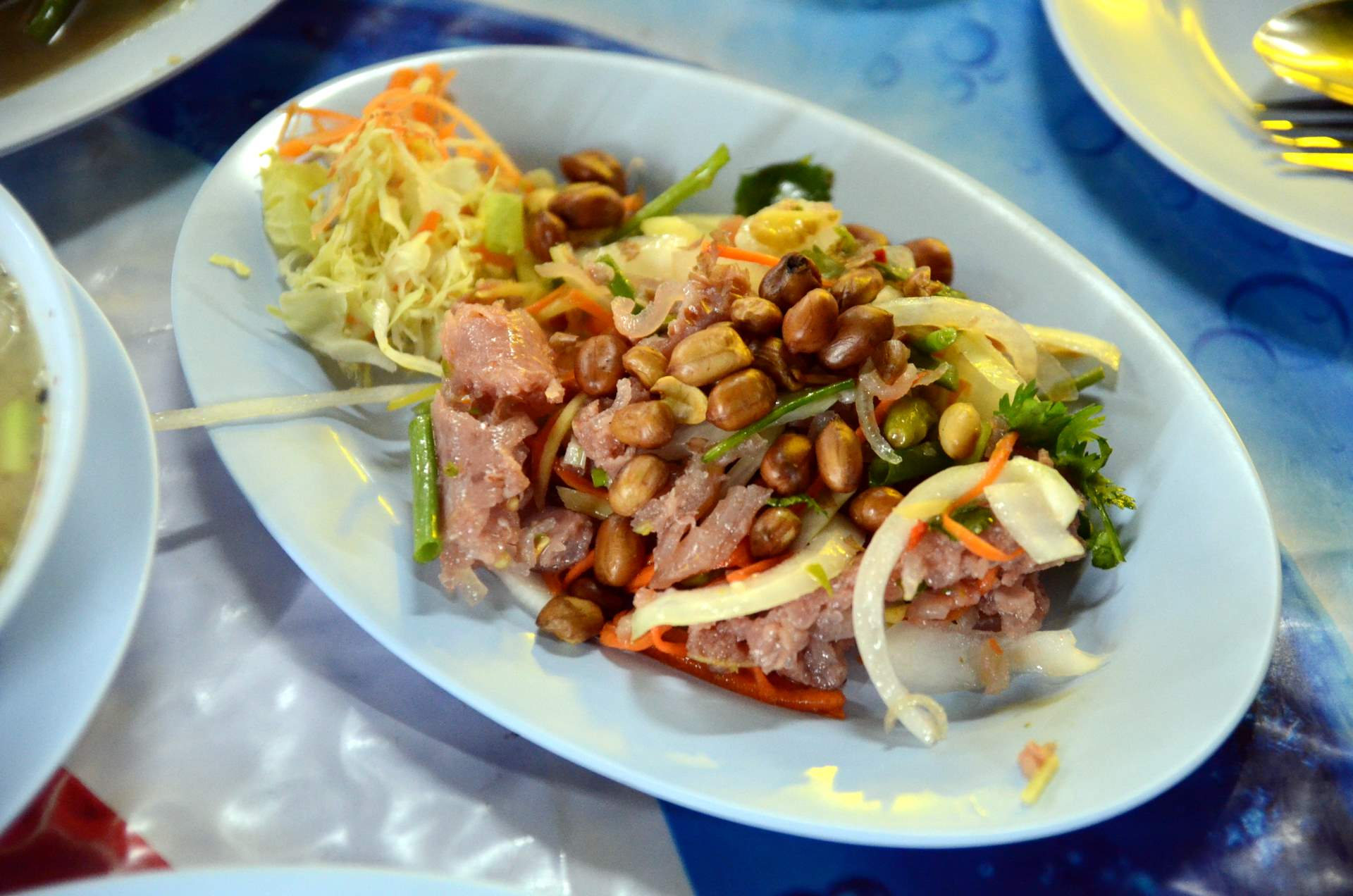
Nam Khao - une salade laotienne préparée avec du naem et d'autres ingrédients
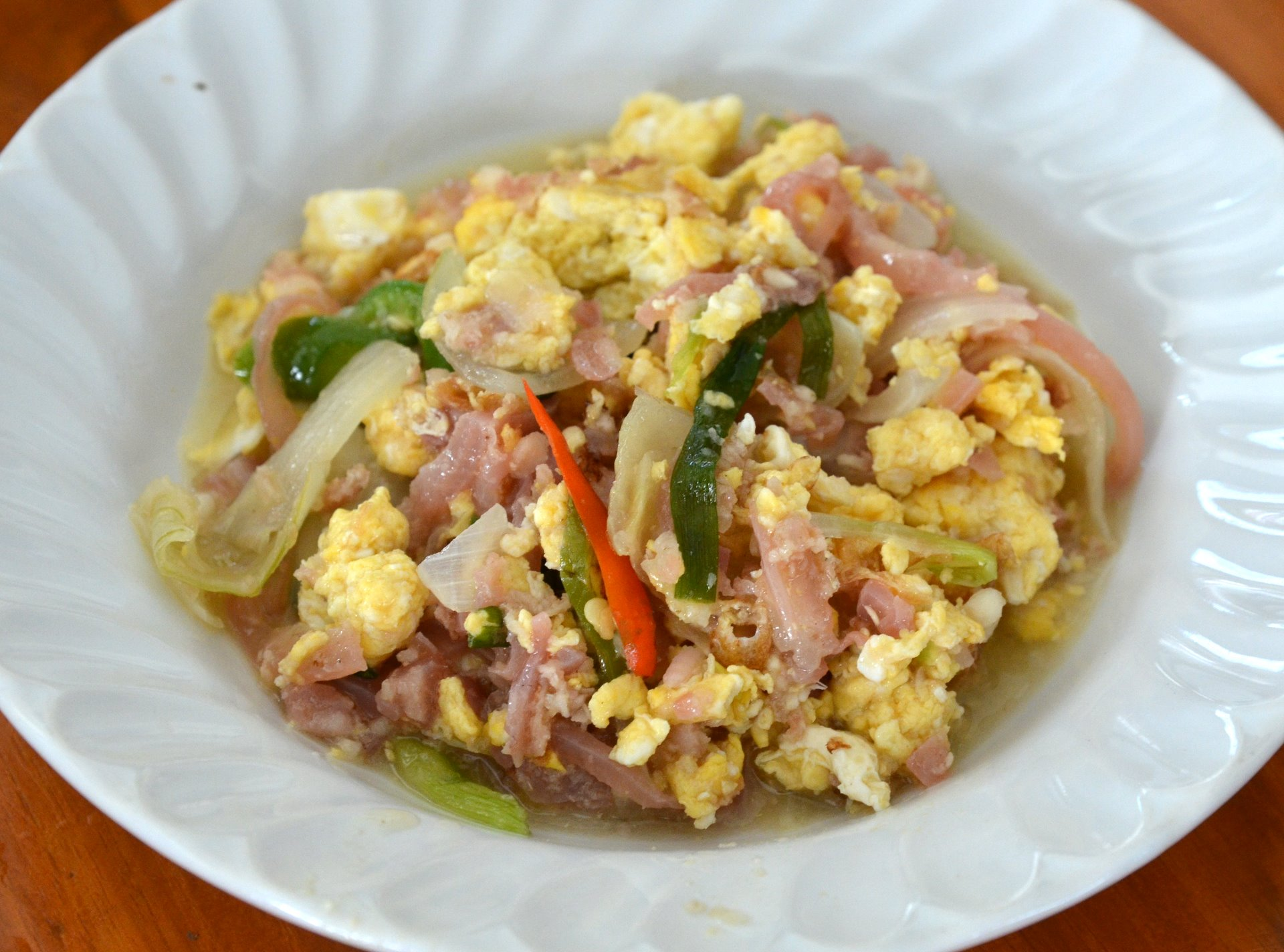
Phat naem sai khai – naem sauté avec œuf